# 2,4-Dinitrofenol
A 2,4-dinitrofenol szerves vegyület, képlete HOC6H3(NO2)2. Sárga színű, kristályos szilárd anyag. Szaga édes, dohos. Szublimál, gőzzel illékony, a szerves oldószerek többségében, valamint lúgos vizes oldatokban oldódik. Más vegyületek prekurzora. Biokémiailag aktív, a sejtek mitokondriumában gátolja az energia (adenozin-trifoszfát, ATP) termelését. Nagy dózisú, a fogyókúra támogatását célzó felhasználásának több súlyos mellékhatását, köztük több halálesetet is azonosítottak.

## Szintézise
1-klór-2,4-dinitrobenzol hidrolízisével állítják elő.

## Felhasználása
Fertőtlenítőszerként és nem szelektív, biológiailag felhalmozódó peszticidként használják. Egyes színezékek, faanyagvédő szerek és a pikrinsav  előállításának köztiterméke. Használták fényképészeti előhívószerek és robbanóanyagok előállítására is. Az Egyesült Királyságban és az USA-ban robbanószernek minősül.
Főként gyomirtóként használják egyéb hasonló dinitrofenol vegyületekkel együtt, mint a 2,4-dinitro-o-krezol, dinoseb és dinoterb.

## Kémiai veszélyek
Porrobbanás lehetséges, ha por vagy szemcsés formában levegővel keveredik. Robbanásszerűen bomolhat ütés, súrlódás vagy rázkódás hatására. Hevítésre felrobbanhat. Erős bázisokkal és ammóniával robbanékony sókat képez, bomlásig melegítve mérgező nitrogén-dioxidot bocsát ki. Robbanási szilárdsága a Trauzl-próba szerint a TNT-ének 81%-a.

## Fordítás
Ez a szócikk részben vagy egészben  a(z)   2,4-Dinitrophenol című angol Wikipédia-szócikk ezen változatának fordításán alapul.  Az eredeti cikk szerkesztőit annak laptörténete sorolja fel. Ez a jelzés csupán a megfogalmazás eredetét és a szerzői jogokat jelzi, nem szolgál a cikkben szereplő információk forrásmegjelöléseként.